# Вин Тин
Вин Тин (бирм. ဝင်းတင်, 12 марта 1929, Гёбингаук, округ Пегу, Британская колония Бирма — 21 апреля 2014, Янгон, Мьянма) — мьянманский журналист, политик и политический заключённый. Сооснователь Национальной лиги за демократию — политической партии в Мьянме, которая являлась на момент его смерти правящей в стране. Во времена военного правительства отбыл 19 лет в тюрьме за свою деятельность и руководящую должность в запрещённой тогда партии. Лауреат премий ЮНЕСКО, Репортёров без границ и Всемирной газетной ассоциации за свою деятельность.

## Ранняя жизнь
Вин Тин родился в городке Гёбингаук (иногда Гьобингаук, бирм. ကြို့ပင်ကောက်) в округе Пегу британской колонии Бирма (ныне Мьянма) 12 марта 1929 года в семье У Пу и Дау Мар. Он обучался в средней общеобразовательной школе №2 в городе Янгон, после получил специализацию бакалавра английской литературы в Рангунском университете в 1953 году. В армии никогда не служил, а по сообщениям Аун Сан Су Чжи и вовсе её презирал, считая необходимым отменить обязательную службу.

## Журналистская деятельность
В начале своей журналистской деятельности, Вин Тин был главным редактором газеты Kyemon (бирм. ကြေးမုံ, дословно — «Зеркало»), одной из самых популярных в Бирме, но ушёл из неё из-за национализации после военного переворота 1962 года. До второй половины 1970-х он работал в газете Hanthawati-Taungngu Periods. Вин Тин заявлял, что пошёл в политику только ради борьбы с действующим правительством, и поэтому писал статьи, критикующие правящую социалистическую партию страны. После начала тотальной цензуры, связанной с захватом СМИ правительством диктатора У Не Вина, он ушёл и из данной газеты. После этого стал подрабатывать переводчиком с английского языка.
В 1988 году он был среди основателей политической партии «Национальная лига за демократию», играя активную роль в становлении партии.

## Политическое заключение
Вскоре после Восстания 8888, в июне 1989 года Вин Тин был заключён в тюрьму по обвинению в пропаганде в пользу теперь запрещённой коммунистической партии. Он был единственным из четырёх руководителей партии, попавшим в тюрьму. Бирманская журналистка Ай Ай Вин, работавшая в Ассошиэйтед пресс и многих западных СМИ на страницах канадской газеты La Press выражала мнение, что это заключение связано с его высоким умом, и с тем, что он был ближайшим сторонником других основателей партии, основной политической оппозиции военной хунте, в том числе будущего лауреата Нобелевской премии мира 1991 года Аун Сан Су Чжи.
В 1998 году он получил премию французской республики в области прав человека, которая вручается за неуклонную борьбу за их соблюдение. В 2001 году Вин Тин был удостоен премии Юнеско за вклад в дело свободы печати. В том же году получил премию «Золотое перо свободы» Всемирной газетной ассоциации. В 2007 был назван главным журналистом страны организацией «Репортеры без границ» и награжден ей.
По данным Amnesty International в 75 лет он находился в плохом состоянии здоровья, что усугублялось обращением с ним в тюрьме, которое включало пытки, недостаточный доступ к медицинской помощи, содержание в камере, предназначенной для военных собак, без подстилки и лишение еды и воды на длительные периоды времени. Неоднократно подвергался пыткам, издевательствам и прочим серьёзным нарушениям прав человека, которые практиковала военная хунта, за что был признан одним из главных узников совести и политических заключённых в мире по мнению организации. Он пытался доложить о происходящем в ООН но безрезультатно.
По данным Комитета защиты журналистов, Вин Тин перенёс как минимум два сердечных приступа за время своего заключения и страдал от высокого кровяного давления, хронического заболевания позвоночника и диабета. Ему неоднократно предлагали подписать различные признательные показания с формулировкой «сотрудничество поможет вам выбраться отсюда быстрее», но он постоянно отказывался.

## Освобождение

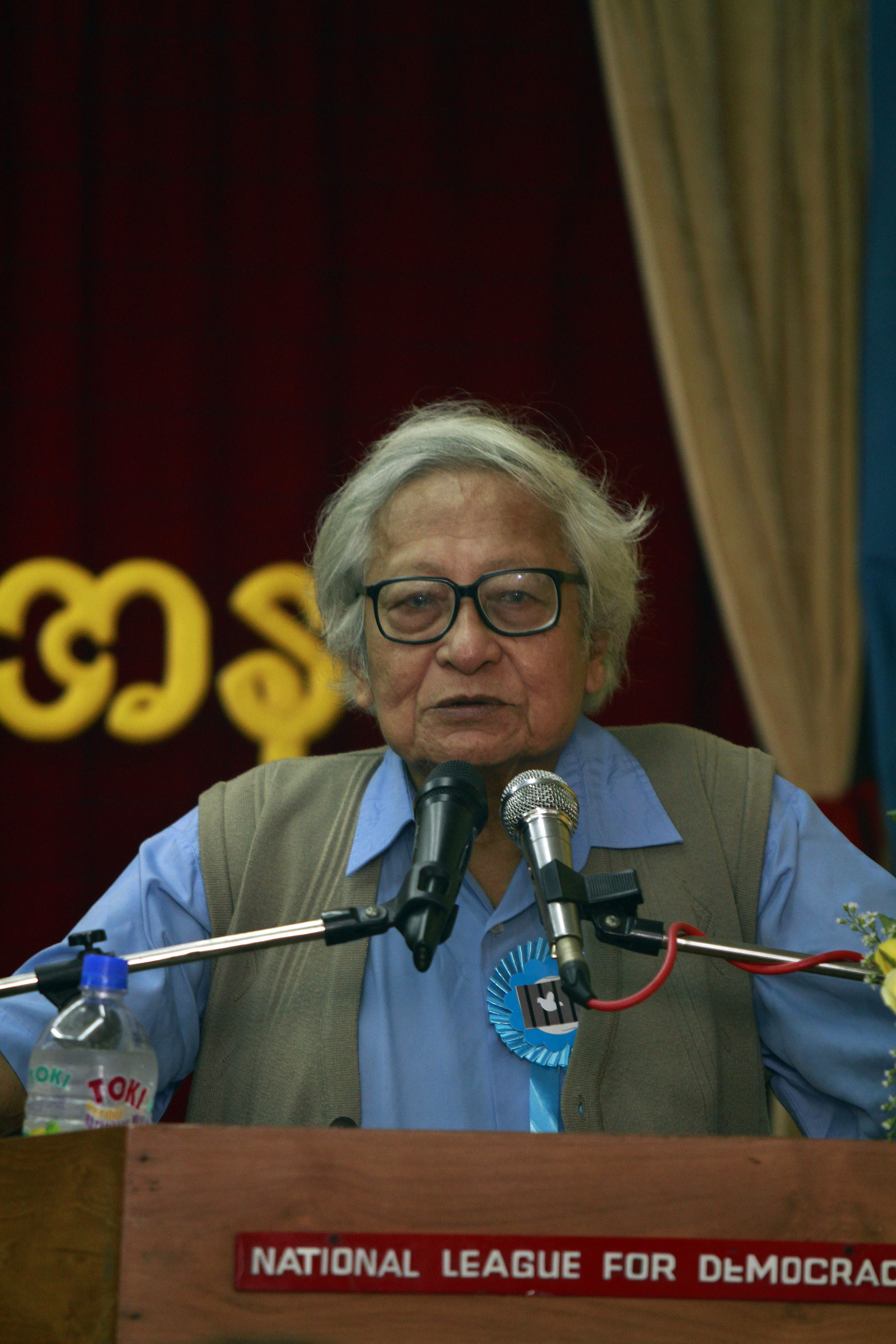
Вин Тин обращается к сторонникам Национальной лиги за демократию, 20 ноября 2011

Вин Тин был освобождён в 2008 году, после 19 лет заключения, вместе с тысячами других людей, чьи правонарушения были признаны преступлениями небольшой тяжести. Однако в стране ещё находилось огромное количество заключённых диссидентов. В знак протеста против этого Вин Тин отказался вернуть свою тюремную рубашку и пообещал носить её до тех пор, пока не будут освобождены все политические заключенные Бирмы.
Согласно The Economist, он критиковал Аун Сан Су Чжи за уступчивость, считая её «слишком мягкой и проистеблишментской», человеком, которая «вела переговоры с генералами вместо настоящей борьбы», чего сам Вин Тин никогда не делал и был почитаем членами партии за это.
В 2010 году Вин Тин опубликовал книгу «ဘာလဲဟဲ့လူ့ငရဲ» (англ. What’s That? A Human Hell) о своих злоключениях за решёткой, написанную на бирманском языке, которая, по данным интернет-издания Truthout, вызвала ажиотаж в стране.
В 2012 году он учредил фонд, получивший после смерти его имя, который помогает политическим заключённым и их семьям, в том числе выдавая стипендии на обучение. Помимо этого при фонде существует клиника.

## Заболевание и смерть
12 марта 2014 года он был госпитализирован из-за проблем с дыханием, а 21 апреля скончался из-за полиорганной недостаточности в возрасте 85 лет. Он заявлял, что после смерти хотел бы кремации без лишних почестей сразу после смерти. Тело было сожжено 23 апреля того же года.

## Оценки
Карим Лахиджи, президент Международной федерации за права человека после кончины сказал о нём следующее: «Вин Тин был одним из лучших журналистов Бирмы, неукротимым борцом за демократию и ярким символом сопротивления военной диктатуре страны. Его непоколебимая приверженность борьбе за свободу и демократию — наследие для будущих поколений. Не только для Бирмы, но и для всего мира».
Генеральный директор этой федерации Дебби Стотхард сказал о нём следующее: «До самого конца Вин Тин говорил власти правду. Когда многие аплодировали недавнему прогрессу в Бирме, нам понадобился Вин Тин, чтобы напомнить нам о трезвой реальности ошибочного процесса реформ в стране. Его будет очень не хватать, но его дело никогда не забудут».
Его смерть Ньян Вин, крупный бирманский политик и член Национальной лиги за демократию назвал огромной потерей не только для партии, но и для всей страны, поскольку он, по его словам «был настоящим столпом демократии, не терпевшим унижений человека ни в каких проявлениях». Лидер партии «Национальная лига за демократию» Аун Сан Су Чжи его смерть назвала громадной потерей для всей страны, она же заявила, что его дело никогда не будет забыто.

## Первоисточники
ဝင်းတင်. ဘာလဲဟဲ့လူ့ငရဲ (бирм.). — 3. — ရန်ကုန်: Ñā tuiʹ Cā pe, 2010. — 343 с.